# جامعة المغتربين
جامعة المغتربين هي جامعة سودانية تقع في مدينة الخرطوم، تم افتتاحها رسمياً عام 2010م. تُعتبر جامعة المغتربين أول جامعة في السودان تُنشأ كجامعة دون المرور بمرحلة الكليات وأيضاً أول جامعة تُنشأ بمفهوم الشراكة بين الحكومة والقطاع الخاص.

## نشأة الجامعة
برزت فكرة إنشاء جامعة للمغتربين كمبادرة من مجموعة من المغتربين بـالمملكة العربية السعودية لحل المعاناة التي كان يعيشها الطلاب الممتحنين للشهادة المدرسية من خارج السودان وذويهم لضيق فرص القبول بالجامعات وسياسات الحسم في الشهادات.
وقد تبنى الفكرة مؤتمر المغتربين الرابع الذي انعقد في أغسطس عام 2000م برعاية جهاز تنظيم شؤون السودانيين العاملين بالخارج. وقامت الهيئة القومية الطوعية لدعم التعليم العالي بالسودان بمدينة الرياض والتي تتكون من مجموعة من أساتذة الجامعات والخبراء السودانيين بإعداد دراسة أوصت بقيام جامعة بمفهوم حديث من خلال تكوين شركة مساهمة عامة لا تهدف إلى تحقيق الأرباح ولكن تعمل على تحقيق القدر المطلوب من النجاح المادي الذي يمكنها من إنجاز رسالتها. وأن يتم تأسيس شركة مساهمة كبرى بين الحكومة والمغتربين وجهات أخرى تقوم بإنشاء الجامعة.

وقد جاءت موافقة رئيس جمهورية السودان عمر البشير في مؤتمر المغتربين الخامس الذي عُقد في الخرطوم في أغسطس 2005م على قيام الجامعة كاستجابة كريمة لمطلب حيوي لقطاع عريض من السودانيين العاملين بالخارج.

 وأثار قانون الجامعة لدى مناقشته للبرلمان جدلاً عندما عندما رفض عدد من النواب فكرة إنشاء جامعة خاصة بأبناء المغتربين وتمييزهم عن بقية أبناء السودانيين، ووصفوا الجامعات السودانية بالتدهور، مطالبين بتقوية الجامعات القائمة. بيد أن نائب الأمين العام لجهاز تنظيم شؤون السودانيين العاملين بالخارج قد صرح قائلاً لوكالة السودان للأنباء أن جامعة المغتربين ستعالج مشكلة الشهادة العربية ومعالجتها، وستخصص 60% من المقاعد الدراسية لأبناء المغتربين و40% لحملة الشهادة السودانية. يَذكر أن البرلمان أجاز في 21 ديسمبر 2009 قانون جامعة المغتربين للعام 2009 والذي احتوى على 38 مادة. وفي العام الدراسي 2010-2011 أعلن جهاز تنظيم شؤون السودانيين العاملين بالخارج قبول أول دفعة لجامعة المغتربين بدءاً بكليات الطب والهندسة واللغات والعلوم الإدارية.

## أهداف الجامعة
1. تحقيق الحل الأمثل لمشكلة تعليم أبناء المغتربين على المستوى الجامعي وذلك عن طريق زيادة فرص القبول للتعليم الجامعي لأبناء المغتربين وغيرهم من أبناء السودان.
2. دعم وتطوير البحث العلمي والابتكار المرتبط بواقع الحياة وذلك بتجهيز المختبرات الحديثة والمتقدمة تقنياً ليستفيد منها طلاب الدراسات العليا في الجامعات المختلفة وغيرهم من الباحثين.
3. خدمة المجتمع عن طريق برامج التعليم المستمر وتقديم الدورات التدريبية المتخصصة في شتى المجالات.
4. استقطاب الكفاءات من أبناء الوطن المغتربين للعمل بالجامعة أو التعاون معها وخلق المناخ المناسب لجذب وتوطين هذه الكفاءات.[5][6]

## شعار الجامعة
1. خلفية الشعار: دائرة خاطفة باللونين الكحلي والأزرق (التمازج).
2. طائر محلق بجناحيه يرنو إلى النزول (أبناء الوطن المغتربين).
3. قبعة التخرج متدلية من أرجل الطائر (التحصيل العلمي).
4. مسمى الجامعة باللغتين العربية والإنكليزية.

## الكليات
- كلية الطب
- كلية الهندسة
- كلية العلوم الإدارية
- كلية اللغات
- كلية الصيدلة
- كلية علوم التمريض
- كلية الدراسات العليا
- كلية علوم الحاسوب وتقانة المعلومات

## البرامج المطروحة حالياً
قائمة البرامج والتخصصات للعام الدراسي 2023/2022:-
| البرنامج                         | الدرجة العلمية | سنوات الدراسة | تاريخ طرح البرنامج |
| -------------------------------- | -------------- | ------------- | ------------------ |
| الطب                             | بكالوريوس      | 5             | 2011/2010          |
| هندسة الاتصالات                  | بكالوريوس      | 5             | 2011/2010          |
| هندسة الالكترونيات الصناعية      | بكالوريوس      | 5             | 2011/2010          |
| الهندسة الكهربائية (قدرة + تحكم) | بكالوريوس      | 5             | 2013/2012          |
| الهندسة الطبية الحيوية           | بكالوريوس      | 5             | 2013/2012          |
| الهندسة المدنية                  | بكالوريوس      | 5             | 2013/2012          |
| العمارة                          | بكالوريوس      | 5             | 2013/2012          |
| إدارة الأعمال                    | بكالوريوس      | 4             | 2011/2010          |
| المحاسبة                         | بكالوريوس      | 4             | 2011/2010          |
| البنوك والتمويل                  | بكالوريوس      | 4             | 2011/2010          |
| التسويق                          | بكالوريوس      | 4             | 2011/2010          |
| إدارة المكاتب والسكرتارية        | بكالوريوس      | 4             | 2015/2014          |
| اللغة الإنكليزية                 | بكالوريوس      | 4             | 2011/2010          |
| اللغة العربية/الإنكليزية         | بكالوريوس      | 4             | 2015/2014          |
| اللغة الإنكليزية/العربية         | بكالوريوس      | 4             | 2015/2014          |
| اللغة الفرنسية                   | بكالوريوس      | 4             | 2018/2017          |
| الصيدلة                          | بكالوريوس      | 5             | 2018/2017          |
| علوم التمريض                     | بكالوريوس      | 4             | 2018/2017          |
| علوم الحاسوب                     | بكالوريوس      | 5             | 2022/2021          |
| تقانة المعلومات                  | بكالوريوس      | 5             | 2022/2021          |
| هندسة البرمجيات                  | بكالوريوس      | 5             | 2022/2021          |
| نظم المعلومات                    | بكالوريوس      | 5             | 2022/2021          |

## وصلات خارجية
- الموقع الرسمي للجامعة (بالعربية) (بالإنجليزية)
- قانون جامعة المغتربين لسنة 2010 - الموقع الرسمي لوزارة العدل (بالعربية)